# Julius Margolin
Julius Margolin (russisch Юлий  (Юлиус) Борисович Марголин), (14. Oktober 1900 in Pinsk – 21. Januar 1971 in Tel Aviv) war ein Philosoph, russischsprachiger Schriftsteller und zionistischer Aktivist. Er schrieb ein vielbeachtetes Buch über seine fünfjährige Gefangenschaft im sowjetischen Gulag.

## Leben
Margolin wurde in einer jüdischen Familie in Pinsk (West-Weißrussland, damals russisches Kaiserreich) geboren. Von 1915 bis 1922 lebte er in Jekaterinoslaw, dem heutigen Dnipro. Ab 1923 studierte er an der Humboldt-Universität zu Berlin Philosophie. 1926 heiratete er in Łódź die promovierte Philosophin Eva Spektor, im gleichen Jahr wurde Ephraim Margolin, der Sohn der beiden, geboren. Margolin promovierte 1929 in Berlin mit einer Arbeit über Grundphänomene des intentionalen Bewusstseins. Anschließend ließ sich Margolin in Łódź nieder, von wo er 1936 nach Palästina emigrierte.
Im Spätsommer 1939 besuchte er Łódź, wo er vom deutschen Einmarsch in Polen überrascht wurde. In der Hoffnung, die rumänische Hafenstadt Constanța erreichen und sich dort nach Palästina einschiffen zu können, floh er Richtung Osten. Als er die rumänische Grenze erreichte, war diese bereits geschlossen. Polen und Rumänen kontrollierten die Flüchtlinge gemeinsam und wiesen Juden ab. Margolin fuhr daraufhin in seine Geburtsstadt Pinsk, wo seine Eltern lebten. Hier erlebte er die sowjetische Invasion. Die sowjetischen Behörden verweigerten ihm die Ausreise, obwohl er über gültige Papiere für Palästina verfügte. Im Juni 1940 verurteilte ein sowjetisches Gericht Margolin wegen "illegalen Aufenthaltes in der Sowjetunion" zu fünf Jahren Lagerhaft. Zusammen mit zahlreichen anderen "sozial-gefährlichen Elementen" wurde er vom NKWD in ein Arbeitslager am nördlichen Ufer des Onegasees deportiert. Er überlebte und kam im Juni 1945 frei. Etwa acht Monate verbrachte er daraufhin in Slawgorod im Fernen Osten der Sowjetunion. Über diese Zeit schrieb er später einen Artikel unter dem Titel "Ein Wunder in Slawgorod". Als polnischer Staatsangehöriger durfte er 1946 nach Polen zurückkehren, von wo aus er nach Palästina reiste. Er begann sofort, seine Erinnerungen an den Gulag niederzuschreiben und beendete das Manuskript 1947.
Sein Manuskript wurde von israelischen Verlagen abgelehnt. Eine gekürzte französische Fassung wurde 1949 in Frankreich veröffentlicht. Eine russische Ausgabe der Reise erschien 1952 im von russischen Emigranten geführten Chekhov-Verlag in New York ebenfalls gekürzt unter dem Titel "Putešestvie v stranu ZĖ-KA" (dt. "Reise ins Land des Zek" – zek ist ein umgangssprachliches Wort für Häftling). Darüber hinaus publizierte Margolin einzelne Kapitel seines Manuskripts in verschiedenen Zeitschriften. Die erste deutsche Ausgabe erschien 1965 im rechtskatholischen Pfeiffer-Verlag. Sie war um Stellen gekürzt, die die Verantwortung Deutschlands für Krieg und Verfolgung benannten.
Im Jahr 1951 sagte Margolin als Zeuge in dem Verleumdungsprozess, den der Schriftsteller David Rousset gegen die kommunistische Zeitschrift Les Lettres françaises anstrengte, zugunsten des Klägers aus, indem er ausführlich die Existenz von sowjetischen Konzentrationslagern bestätigte. Rousset gewann den Prozess.

## Publikationsgeschichte des Buches über die sowjetische Lager
- La condition inhumaine. Cinq ans dans les camps de concentration Sovietiques (Unmenschliche Bedingungen. Fünf Jahre in sopwjetischen Konzentrationslagern)[5]
- Putešestvie v stranu zė-ka. Chekhov Publishing House, New York 1952.
  - mehrere Nachdrucke
- Überleben ist alles. Aufzeichnungen aus sowjetischen Lagern. J. Pfeiffer Verlag München 1965.
- Putešestvie v stranu zė-ka. Tel'-Aviv: Maoz, Sionistskoe Nacional'noe Dviženie, 1997.
- Voyage au pays des Ze-Ka. Paris: Le Bruit de Temps, 2010. (Erste vollständige Ausgabe. Über ein Drittel des Texts war bis dato noch nie veröffentlicht worden.)[6]
- Reise in das Land der Lager. Suhrkamp Verlag, Berlin 2013, ISBN 978-3-518-42406-3. Rezension im Spiegel[7]
- Podróż do krainy zeków. Sękowa, Wydawnictwo Czarne 2013.
- 2020 – Journey into the land of the Zeks and back. A memoir of the Gulag. Translated by Stefani Hoffman. Foreword by Timothy Snyder. Introduction by Katherine R. Jolluck. New York 2020.

## Werke (Auswahl)
- Grundphänomene des internationalen Bewußtseins. Berlin 1929.
- Čudo v Slavgorode (Ein Wunder in Slawgorod). In: Novoe russkoe slovo, New York, 5. Dezember 1963.
- Povest' tysjačeletij. Sžatyj očerk istorii evrejskogo naroda (Erzählung der Jahrtausende. Kurze Skizze der Geschichte des jüdischen Volkes). Telʹ-Aviv: Obščestvo po uvekovečeniju pamjati d-ra Julija Borisoviča Margolina, 1973.
- Nesobrannoe (Nicht-Gesammeltes). Israel (ohne Ort) 1975.
- Nad mertvym morem (Über dem Toten Meer). Tel'-Aviv, 1980.
- Zwei Formen eines totalitären Regimes. Kann man Hitlersche und sowjetische Lager vergleichen? In Osteuropa Jg. 64, H. 11/12-2014. S. 81–89.